# ارزیابی ریسک احتمالی
ارزیابی ریسک احتمالی (به انگلیسی: Probabilistic risk assessment)، یک روش سیستماتیک و جامع برای ارزیابی ریسک‌های مرتبط با یک نهاد فنی مهندسی پیچیده (مانند یک هواپیمای مسافربری یا یک نیروگاه هسته‌ای) یا اثرات عوامل استرس‌زا بر محیط‌زیست (ارزیابی احتمالی ریسک زیست‌محیطی یا PERA) است.
ریسک در ارزیابی ریسک احتمالی به عنوان یک پیامد زیان‌آور عملی یک فعالیت یا اقدام تعریف می‌شود. در PRA، ریسک با دو کمیت مشخص می‌شود:
1. بزرگی (شدت) پیامد (های) نامطلوب احتمالی، و
2. احتمال (احتمال) رخداد هر پیامد.